# Світловодський район
Світлово́дський райо́н — колишній район на північному сході Кіровоградської області України, на межі з Полтавською та Черкаською областями. Адміністративний центр — місто Світловодськ, до складу району не входить. Населення становить 12 948 осіб (на 1 серпня 2013 року). Ліквідований 17 липня 2020 року.

## Географія
Світловодський район є складовою Кіровоградської області України, розташований на північному сході області. Землі його межують
- на заході з Чигиринським районом Черкаської області;
- на південному заході зі Знам'янським районом Кіровоградської області;
- на півдні з Олександрійським районом Кіровоградської області;
- на південному сході з Онуфріївським районом Кіровоградської області;
- на північному сході з Кременчуцьким районом Полтавської області.

#### Водні ресурси
Головне джерело водопостачання — річка Дніпро (Кременчуцьке водосховище). Загальна площа вкритої водою території району становить 40282,1 га (33,1 %). На території району тече та впадає в Дніпро річка Цибульник.
В районі налічується 24 ставки загальною площею поверхні 448 га і загальним об'ємом 3,38 млн м3. Запаси підземних вод становлять 9,9 млн м3/рік.

#### Корисні копалини
Виявлені родовища граніту, мергелю, глини, суглинків, піску.

#### Ландшафт
Світловодський район розташований у крайній південній частині лісостепової зони, на межі із степовою зоною. Ландшафти району включають комплекс балок та здебільшого розораних міжбалкових ділянок, круті схили Дніпра, територію островів, а також унікальні плавневі комплекси.

#### Рослинний світ
Переважають насадження з білої акації, сосни, берези, клена гостролистого та ін. Природні ліси території характеризуються різноманітністю порід при переважанні дуба звичайного; трапляється також клен польовий, в'яз, ясен, береза, осика. В трав'яному покриві переважають такі види — зірочник лісовий, осока волосиста, яглиця, зеленчук, копитняк тощо. Зростають в лісах також рідкісні види з Червоної книги України — коручка чемерникоподібна, тюльпан дібровний тощо. З видів різнотрав'я найчастіше трапляється шавлія дібровна, парило звичайне, материнка звичайна. На степових ділянках зростає багато рідкісних та мало поширених видів, в тому числі червонокнижних — астрагал шерстистоквітковий, крокус сітчастий, сон чорніючий.
Основні сільськогосподарські культури, які вирощують на території району: пшениця, жито, ячмінь, кукурудза, просо, соняшник, гречка.

#### Тваринний світ
Фауна району досить типова для Правобережного лісостепу. До складу фауни входить вельми різноманітна популяція хребетних тварин, та чимало рідкісних видів, в тому числі і занесених до Червоної книги України та Європейського червоного списку, а також регіонально рідкісних — вовк, борсук, бобер, горностай, видра річкова, орлан-білохвіст, кулик-сорока, жовна чорна, підсоколик великий, деркач тощо.
Досить багатий видовий склад риб, що цілком закономірно — затоки, заплавні озера та мілини Кременчуцького водосховища слугують місцями нересту та нагулу риб. Найпоширеніші види — плітка, лящ, товстолоб, плоскирка, синець, судак, чехоня, карась, щука та ін.

## Природно-заповідний фонд

### Регіональний ландшафтний парк
Світловодський.

### Ботанічний заказник
Цюпина балка (загальнодержавного значення).

### Ландшафтні заказники
Кінські острови, Острів Лисячий.

### Ботанічна пам'ятка природи
Степовий горб.

### Заповідне урочище
Барвінкова і тюльпанова гори.

### Зоологічні пам'ятки природи
Пташиний базар, Поселення Сиворакші.

### Комплексні пам'ятки природи
Острів Обеліск, Придніпровські кургани.

## Пам'ятки
У Світловодському районі Кіровоградської області на обліку перебувало 3 пам'ятки архітектури та 27 пам'яток історії.

## Історія
Поблизу сіл Великої Андрусівки і Калантаєва виявлені поселення доби трипільської культури.
В І тисячолітті н. е. територію краю заселяють племена східних слов'ян. Як свідчить давньоруський літопис «Повість врем'яних літ», до розселення східнослов'янських племен в районі Середньої Наддніпрянщини жили племена уличів.
Найдавніша писемна згадка про край датується 1190 роком в «Київському літописі».
Землі сучасної Світловодщини входили до складу Київської Русі. Саме тут проходила південна лінія укріплень проти кочовиків: печенігів, а згодом половців.
У місці впадання Тясмину в Дніпро в кінці ХІІ ст. було закладено поселення Крилов. Але монголо-татари в середині ХІІІ ст. його зруйнували. Згодом на цій землі владарювали литовські та польські феодали.
На території Світловодщини у межах Олександрійської округи Катеринославської губернії 7 березня 1923 року було створено Новогеоргіївський район. Його площа на той момент становила 48 207 десятин землі, населення — 51 787 осіб.
3 червня 1925 року в результаті розформування Олександрійської округи Новогеоргіївський район було приєднано до Кременчуцької округи. 28 серпня 1928 року Новогеоргіївський район було укрупнено шляхом приєднання до нього частини ліквідованого тоді Крюківського району. Станом на 1928 рік Новогеоргіївський район включав 70 населених пунктів і складався з 20 сільрад (Великоандрусівської, Вітцівської, Воронівської, Золотаревської, Калабарської, Клочківської, Криловської, Малоандрусівської, Микольської, Миронівської, Мовчанівської, Новогеоргіївської, Новолипівської, Пеньківської, Подорожненської, Ревівської, Скалівської, Табурищенської, Талово-Балківської, Чаплищенської).
Після того, як IV позачергова сесія ВУЦВК XII скликання 9 лютого 1932 року ухвалила постанову про створення в Україні перших п'ятьох областей, Новогеоргіївський район з населенням понад 60 тис. осіб увійшов до Харківської області.
Указом Президії Верховної Ради СРСР від 22 вересня 1937 року Новогеоргіївський район включено до складу новоутвореної Полтавської області.
Згідно з указом Президії Верховної Ради СРСР від 10 січня 1939 року Новогеоргіївський район передано новоствореній Кіровоградській області.
7 серпня 1941 року територію району окупували нацисти. З 15 листопада район входив до складу утвореного окупантами Олександрійського ґебіту генеральної округи Миколаїв. 3 грудня 1943 року в результаті запеклих боїв місто Новогеоргіївськ та Новогеоргіївський район було звільнено від нацистських загарбників.
З 1962 року по 1969 рік район існував під назвою Кремгесівський, а з 1969 року Кремгесівський район перейменовано на Світловодський.
05.02.1965 Указом Президії Верховної Ради Української РСР передано Глинську, Захарівську, Іванівську та Федірківську сільради Знам'янського району до складу Кремгесівського району.

## Відомі люди
- Хрієнко Микола Іванович (* 1949), уродженець c. Ново-Липове — український журналіст і мандрівник. Заслужений журналіст України.

## Адміністративний поділ
Адміністративно-територіально поділяється на 12 сільських рад, які об'єднують 33 населені пункти та підпорядковані Світловодській районній раді. Адміністративний центр — місто Світловодськ, яке має статус міста обласного значення, тому не входить до складу району.
Показані з урахуванням адміністративного підпорядкування
1. Велика Андрусівка 1647 жит.
  - Вищепанівка 5 жит.
  - Калантаїв 511 жит.
  - Сніжкова Балка 12 жит.
2. Велика Скельова 535 жит.
  - Мала Скельова
3. Глинськ 1654 жит.
  - Арсенівка 110 жит.
  - Ганнівка 23 жит.
  - Семигір'я 128 жит.
4. Григорівка 965 жит.
  - Кобзарівка 126 жит.
  - Оврагове 59 жит.
  - Перехрестівка 32 жит.
  - Яремівка 140 жит.
5. Захарівка 690 жит.
  - Аудиторівка 220 жит.
  - Серебряне 214 жит.
6. Іванівка 646 жит.
7. Микільське 1175 жит.
  - Бугруватка 14 жит.
  - Золотарівка 635 жит.
8. Миронівка 712 жит.
9. Озера 698 жит.
  - Олексіївка 96 жит.
  - Талова Балка 229 жит.
10. Павлівка 2145 жит.
  - Свердловка 450 жит.
11. Подорожнє 1742 жит.
  - Бабичівка 25 жит.
  - Нагірне 356 жит.
12. Федірки 479 жит.
  - Сніжкове 145 жит.

## Транспорт
Територією району проходить автошлях E584.

## Політика
25 травня 2014 року відбулися Президентські вибори України. У межах Світловодського району було створено 20 виборчих дільниць. Явка на виборах складала — 60,89 % (проголосували 6 540 із 10 741 виборців). Найбільшу кількість голосів отримав Петро Порошенко — 51,41 % (3 362 виборців); Юлія Тимошенко — 19,01 % (1 243 виборців), Олег Ляшко — 8,23 % (538 виборців), Анатолій Гриценко — 5,80 % (379 виборців), Сергій Тігіпко — 4,95 % (324 виборців). Решта кандидатів набрали меншу кількість голосів. Кількість недійсних або зіпсованих бюлетенів — 1,22 %.